# Муйредах Сните
Муйредах Сните (Муйредах Мо-Снитех; др.‑ирл. Muiredach Sníthech; первая половина V века) — предположительно, король Лейнстера (430-е—440-е годы) из рода Уи Байррхе.

## Биография
Согласно ирландским генеалогиям, Муйредах Сните был сыном Дайре Барраха, предка рода Уи Байррхе. Хотя он не упоминается в средневековых списках королей Лейнстера, однако другие дошедшие до нашего времени источники позволяют историкам считать его правителем этого королевства. Главный из этих источников — поэма «De Regibus Lagenorum», написанная в VII веке и сохранившаяся в составе «Лейнстерской книги». В ней рассказывается о ранней истории Лейнстера и упоминаются некоторые его правители, неуказанные в королевских списках. Первым из них назван Муйредах Сните. В поэме сообщается, что он был представителем знатного рода, взошедшим на трон Лейнстера после смерти короля Брессала Белаха из рода Уи Хеннселайг, и что после него власть в королевстве перешла к его малолетнему сыну Моэнаху. Другой источник, содержащий не вошедшие в ирландские анналы сведения о лейнстерской истории V века, называет имя ещё одного правителя этого королевства, Фиаху ба Айккида, вероятно, занимавшего престол ранее Муйредаха Сните.
На основании анализа источников о Лейнстере V века историками было сделано предположение, что под влиянием родов Уи Хеннселайг, Уи Дунлайнге и Уи Нейллы, в зависимость от которых к X веку попали монастырские центры летописания Ирландии, сведения средневековых анналов были искажены и в них были внесены данные, благоприятные для представителей этих родов, но частью не соответствовавшие исторической действительности. Таким образом, возможно, что свидетельства поэмы, созданной ещё до усиления этих родов, могли более точно отражать порядок престолонаследия в раннем Лейнстере.
Анализ сведений о неупоминаемых в средневековых королевских списках правителях Лейнстера, позволяет предположить, что после смерти короля Брессала Белаха, скончавшегося в 435 или 436 году, престол этого королевства мог не сразу перейти к его внуку Энде Кеннсалаху, как о том сообщают ирландские анналы и генеалогии. Возможно, что в 430-х—440-х годах он был занят представителями других ветвей правившей здесь династии: сначала двоюродным братом Брессала Белаха Муйредахом Сните и его сыном Моэнахом из рода Уи Байррхе, а затем троюродным братом последнего Мак Каиртинном мак Коэлботом из Уи Энехглайсс. Предполагается, что эти правители могли не только править землями Лейнстера, но и претендовать на власть над всем островом, оспаривая её у представителей рода Уи Нейллы. Только после гибели Мак Каиртинна в 446 году потомки Брессала Белаха снова смогли возвратить себе власть над Лейнстером.